# 科唐坦地区布里克贝克
科唐坦地区布里克贝克（法語：Bricquebec-en-Cotentin，法語發音：[bʁikbɛk ɑ̃ kɔtɑ̃tɛ̃]）是法国芒什省的一个市镇，属于瑟堡区。该市镇于2016年由原市镇布里克贝克、莱佩尔克、凯特托、圣马丹勒埃贝尔、勒瓦尔代西和勒弗雷托合并而成，新市镇行政中心位于布里克贝克。

## 地名
科唐坦（Cotentin）是法国西北部的一个半岛，临英吉利海峡。布里克贝克（Bricquebec）则是该市镇的前身及主体。

## 地理
科唐坦地区布里克贝克（49°28'12.000"N, 1°37'45.001"W）面积76.63 平方千米，位于法国诺曼底大区芒什省，该省份为法国西北部沿海省份，西、北、东北三面环大西洋，东起顺时针与卡爾瓦多斯省、奧恩省、马耶讷省和伊勒-维莱讷省接壤。
与科唐坦地区布里克贝克接壤的市镇（或旧市镇、城区）包括：莱唐贝特朗、马涅维尔、内乌、罗维尔拉比戈、罗什维尔、圣雅克德内乌、索特瓦、塞诺维尔、博蒙地区索尔托斯维尔、叙尔坦维尔、圣皮耶尔达尔泰格利斯、皮埃尔维尔、菲耶维尔莱米讷、格罗斯维尔、圣日耳曼勒加亚尔。
科唐坦地区布里克贝克的时区为UTC+01:00、UTC+02:00（夏令时）。

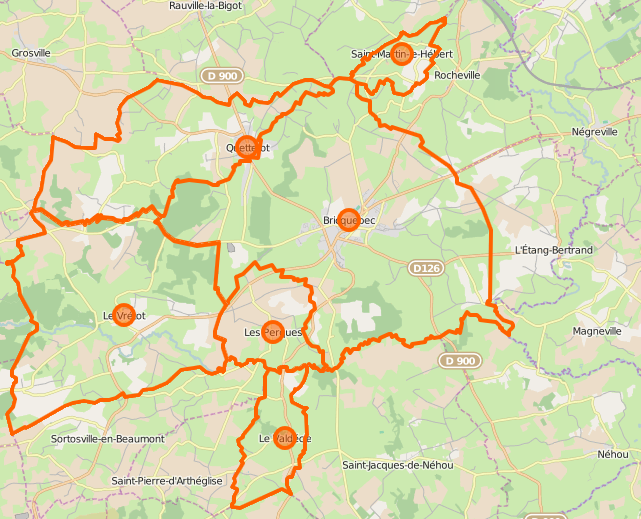
科唐坦地区布里克贝克的OSM定位图

## 行政
科唐坦地区布里克贝克的邮政编码为50260，INSEE市镇编码为50082。

## 政治
科唐坦地区布里克贝克所属的省级选区为科唐坦地区布里克贝克县，同时也是该县的中央投票站所在地。

## 人口
科唐坦地区布里克贝克于2022年1月1日时的人口数量为5888人。